# Blubber

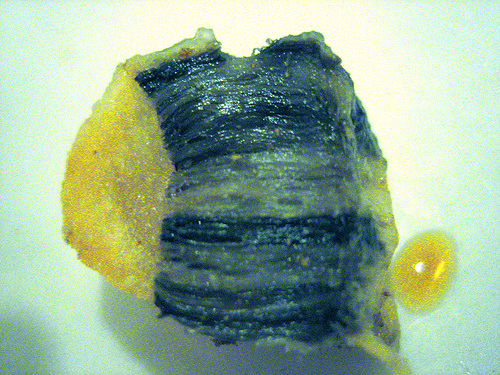
Wal-Blubber

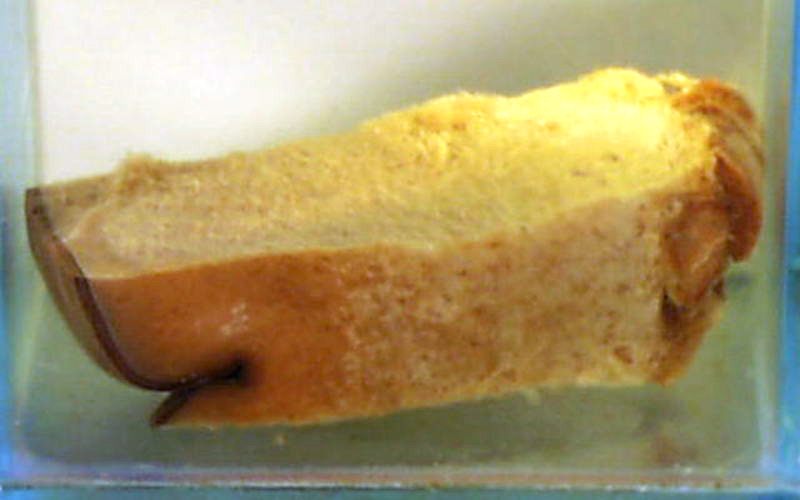
Ein konserviertes Stück Blauwalblubber

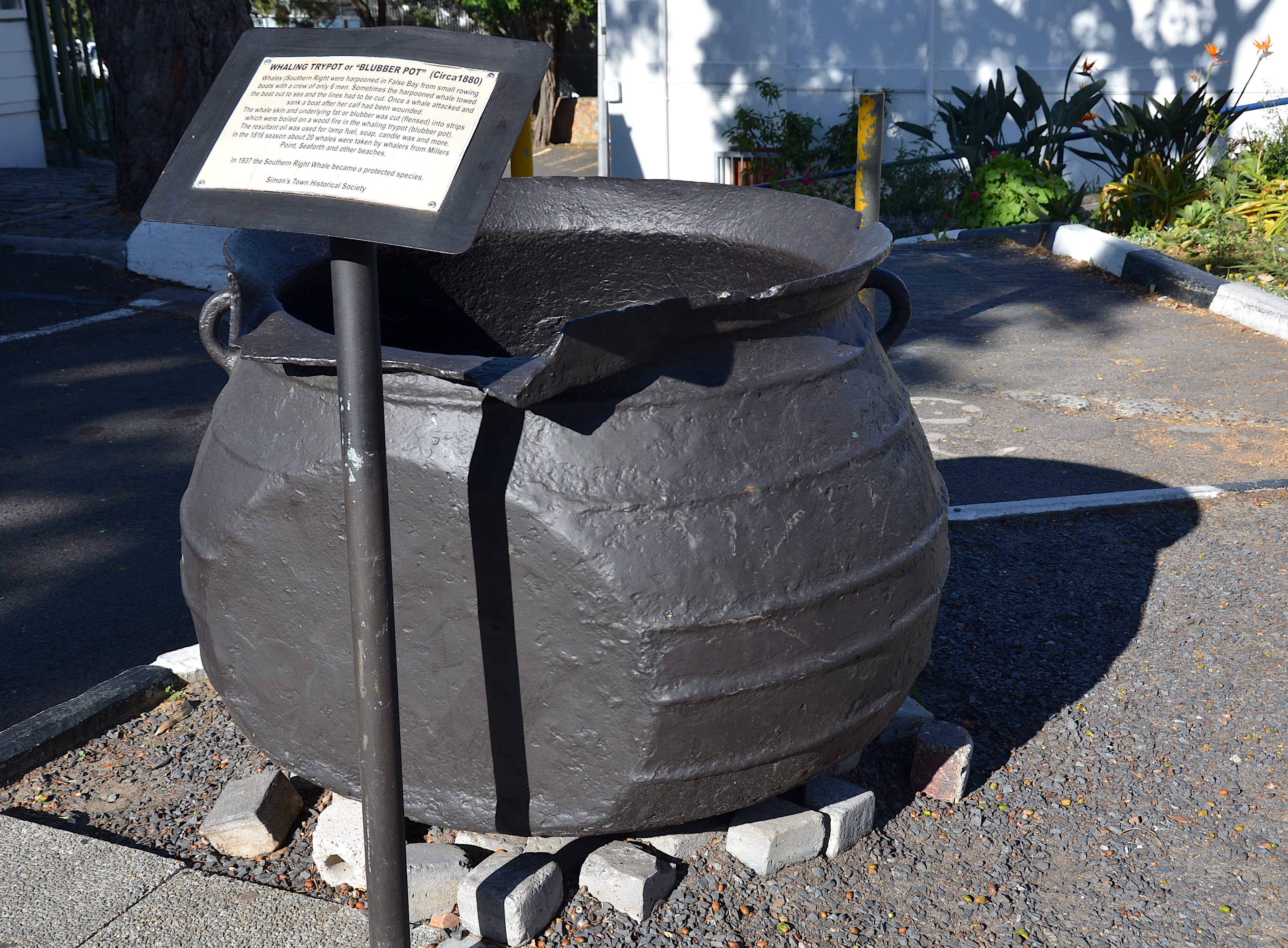
Ein Trankessel (Try pot oder Blubber Pot) zum Ausschmelzen von Tran

Als Blubber (m., von englisch blubber ‚Walspeck, Fischtran‘) wird die mehrere Zentimeter dicke Fettschicht von Walen und Robben bezeichnet.

## Funktion
Säugetiere sind endotherme Tiere. Das heißt, sie halten ihre Körpertemperatur durch eigene Wärmeproduktion konstant. Da Wasser eine höhere Wärmeleitfähigkeit als Luft besitzt, wird die Körperwärme der Meeressäuger schneller abtransportiert als die der am Land lebenden Säugetiere. Der Schutzpanzer aus Fett schützt die Meeressäuger vor Unterkühlung. Gleichwarme Landtiere schützen sich mit Fell oder Gefieder, das eine isolierend wirkende Luftschicht um das Tier bildet. Unter Wasser isoliert Fell nicht genügend, daher benötigen Meeressäuger eine dicke Schicht aus fetthaltigem Gewebe, um sich vor der Kälte zu schützen und um zu überleben. Bei Arten, die in kalten Gewässern leben, kann diese Schicht mehr als 50 cm dick werden. Bei einem Blauwal kann der Blubber bis zu 50 t wiegen.
Die Fettschichten im Innenohr werden von Forschern außerdem genutzt, um das Alter von Meersäugern näher zu bestimmen.

## Nutzung durch den Menschen
Aus dem Blubber machten die Menschen früher Tran, den Walfänger gewannen, indem sie die Blubberschicht in Stücke schnitten und dann in großen Trankesseln so lange kochten, bis das Öl ausgetreten war. Der Rohstoff war so begehrt, dass spätestens ab 1608 auch Basken regelmäßig mit einer Fangflotte bis nach Island fuhren und den Blubber anschließend vor Ort auskochten. Sie fuhren nach der Fangsaison mit vielen Tranfässern, die sie vor Ort zusammengezimmert hatten, in ihre Heimat zurück.
Ab 1920 wurde Walöl unter anderem zur Herstellung von Schmierölen, Sprengstoffen (auf Glycerinbasis), Seife, Reinigungsmitteln und Margarine genutzt.
Noch immer nutzen zahlreiche Pharmahersteller Blubber als Ausgangsstoff für Walöl und ähnliche Produkte in der pharmazeutischen Industrie sowie für Nahrungsergänzungsmittel und als Bestandteil von Tierfutter.
Ähnlich wie auch Walfleisch wird Blubber sowohl in Japan als auch in Island zum Verzehr angeboten. In der Inuit-Kultur gibt es außerdem einige Volksgruppen, die die Haut von Grönlandwalen, Weißwalen oder Narwalen mit der darunter liegenden Blubberschicht zu Maktaaq verarbeiten und dann essen.